# Atemanschluss

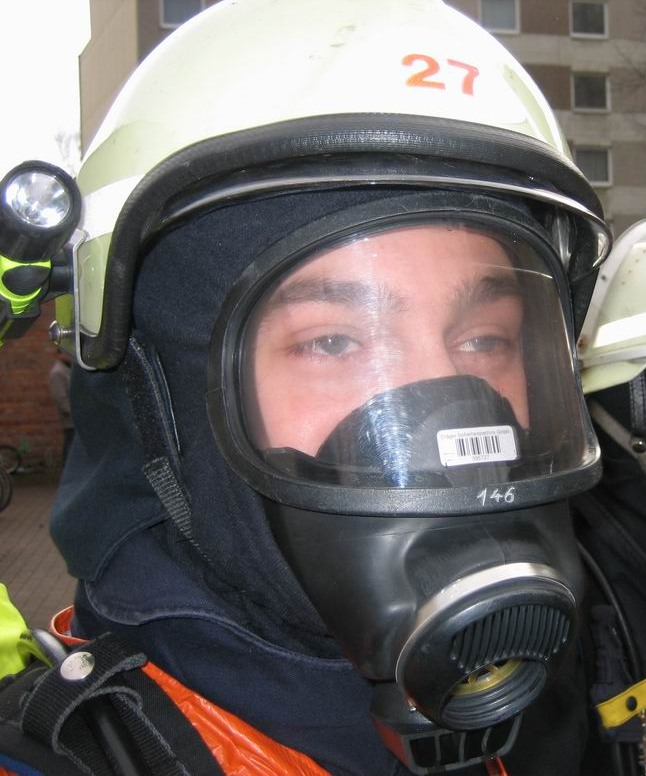
Vollmaske als Atemanschluss (teilweise mit einer Flammschutzhaube verdeckt, Atemschutzgerät nicht angeschlossen)

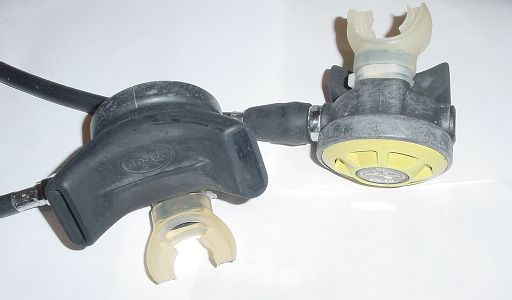
Mundstück an einem Atemregler

Als Atemanschluss wird der Teil eines Schutzanzuges bzw. des Atemschutzgerätes, der die Atemwege des Atemschutzgeräteträgers mit der Umgebungsatmosphäre verbindet, bezeichnet. Der Atemanschluss ist je nach Anforderung mit einem entsprechenden Filtersystem ausgestattet, um vor Schadstoffen und Krankheitserregern zu schützen.
Atemanschlüsse finden Anwendung bei:
- Vollmasken nach EN 136, welche Gesicht des Trägers an Kinn, Stirn und Wangen umschließen und es gegen die Umgebungsatmosphäre abdichten. Durch die Sichtscheibe verfügt der Träger über ein, je nach Bauart, mehr oder weniger eingeschränktes Sichtfeld. Sie finden ihre weiteste Verwendung im militärischen Einsatz sowie im Katastrophen- und Zivilschutzbereich.
- Halb- und Viertelmasken nach EN 140, welche nur Mund und Nase des Trägers vollständig umschließen.
- Mundstückgarnituren nach EN 142. Sie finden ihre weiteste Verwendung im sportlichen Tauchen (Atemregler und Schnorchel), aber auch bei Notatem- und Fluchtgeräten wie etwa dem Tauchretter oder im Bergbau. Die Dichtwirkung wird dadurch erreicht, dass diese Geräte mit den Lippen abgedichtet werden. Wichtig ist hier, dass mit Hilfe einer Klemme oder Tauchmaske das Atmen durch die Nase verhindert werden muss. Ein Befestigungsgurt findet sich nicht immer.
- Filtrierende Atemanschlüsse nach EN 149, EN 405, prEN 1827
- Atemschutzhauben, -helme, -blusen nach EN 270, EN 271, prEN 1835 und -anzüge